# アイコ・アイコ
「アイコ・アイコ」（Iko Iko）は、アメリカ合衆国・ニューオーリンズを発祥とする楽曲。
ニューオーリンズのマルディグラ・インディアンを題材にしたもので、マルディグラ（謝肉祭の最終日）にインディアンの扮装をしたグループ同士がぶつかり合う様子が歌われている。
1965年にディキシー・カップスによって歌われ有名になった。

## 概要

### シュガー・ボーイ・クロフォードのバージョン
ジェイムズ・"シュガー・ボーイ"・クロフォードが1954年にチェッカー・レコードより「Jock-A-Mo」としてシングル・リリースしたものがオリジナルとされている。
クロフォードは、古いマルディグラ・インディアンのチャントを引用してコーラス部分の歌詞を書き上げた。その歌詞が何を意味しているのか彼は知らなかったという。
クロフォードのバージョンは1953年11月、ニューオーリンズのJ&Mスタジオでレコーディングされた。シュガー・ボーイのバンド、シャウィーズに加え、セッション・ベーシストのフランク・フィールズとスヌークス・イーグリン（ギター）がレコーディングに参加している。レコードの名義は「シュガー・ボーイ・アンド・ヒズ・ケイン・カッターズ」だったが、シャウィーズの名前を使わなかったのは、彼らのアラディン・レコードとの契約がまだ残っていたからだった。
クロフォードは実際には「チョカモ」と歌っていたが、チェス・レコードのレナード・チェスは、それを「ジョカモ」と聞き、そうタイトルを付けた。
クロフォードのレコーディングのリリースからさかのぼること6年、1948年にダニー・バーカーが「Chocko Mo Feendo Hey」と題した楽曲をシングル・リリースしておりこれが、「Jock-A-Mo」の原曲と言われている。

### ディキシー・カップスのバージョン
1964年、ディキシー・カップスはジェリー・リーバーとマイク・ストーラーのレッド・バード・レコードのセッションのためにニューヨークのスタジオに入り、レコーディングをしていた。「愛のチャペル」のレコーディングを終え、休憩時間に彼女たちは、母親から教わったという古いマルディグラ・インディアンのチャントをドラムスティックや灰皿でリズムを取りながら歌い出した。彼女たちは遊びのつもりだったが、テープは回っており、リーバーとストーラーはレコーディングされたものに、後ほどベースとパーカッションを加え、「Iko Iko」のタイトルでシングル・リリースした。これがトップ40に入るヒットとなった。
ディキシー・カップスのメンバーはレコーディングされた時点で、「Iko Iko」の原曲については知らなかったため、ソングライターのクレジットには彼女たち3人の名前が記載された。しかしながらクロフォードはこれが自身の「Jock-A-Mo」の盗作であると訴訟を起こし、1967年に成立した和解ではクロフォードはソングライターとしてのクレジットを勝ち取ることはできなかったものの、米国の公共の場で行なわれた「Iko Iko」の演奏で発生したロイヤルティの25%を受け取ると定められた。

### ドクター・ジョンのバージョン
ドクター・ジョンは、1972年のアルバム『ガンボ』でこの曲を取り上げた。シングル・カットもされ、ビルボード・チャートで71位の小ヒットを記録している。彼のバージョンはセカンド・ライン・リズムが強調されたアレンジとなっており、ニューオーリンズ音楽のスタンダートとしての存在を決定づけるバージョンとなってる。彼はこの曲を2008年ニューオーリンズ開催のNBAオールスター・ゲームの際に演奏するなど、度々演奏をしている。

### その他主なカバー・バージョン
この曲は、このほかにも現在まで多くのアーティストによってカバーされている。第61回アカデミー賞で作品・監督・主演・脚本賞を受賞した1988年の映画『レインマン』のオープニングで使われたベル・スターズの歌ったバージョン、またマルディグラ・インディアンのグループによるものとしては、ワイルド・マグノリアスのバージョンがよく知られている。
シンディ・ローパーが2枚目のアルバム『トゥルー・カラーズ』でカバーしている。
パプアニューギニア出身のレゲエ歌手ジャスティン・ウェリントンがソロモン諸島出身のレゲエ・デュオ「スモール・・ジャム」とともに2017年にリリースしたカバー曲「Iko Iko (My Bestie)」は、TikTokを通じてヨーロッパ中で人気となり、フランスではiTunesの1位となった。
| 年     | アーティスト名                             | 収録アルバム                         |
| ------ | ------------------------------------------ | ------------------------------------ |
| 1970年 | ウォーレン・ジヴォン                       | 『Wanted Dead or Alive』             |
| 1972年 | ジョン・ボルドリー                         | 『Everything Stops for Tea』         |
| 1974年 | ラリー・ウィリアムズ                       | 『Unreleased Larry Williams』        |
| 1982年 | ベル・シスターズ                           | ※シングル・リリース                  |
| 1983年 | ピア・ザドラ                               | ※シングル・リリース                  |
| 1986年 | シンディ・ローパー                         | 『True Colors』                      |
| 1989年 | リンゴ・スター＆ヒズ・オールスター・バンド | 『Ringo Starr & His All-Starr Band』 |
| 1994年 | バックウィート・ザディコ                   | 『Choo Choo Boogaloo』               |
| 1997年 | グレイトフル・デッド                       | 『Dick's Picks, Vol. Nine』          |

### CMでの使用
日本では、ホンダ・ステップワゴン（3代目前期型。2005年-2007年）のテレビCMに使用されていた。このバージョンはCM用オリジナル録音であり、アーティスト名は公開されていないが、雰囲気はディキシー・カップスに近いものとなっている。